# Grote Komeet van 1811
De Grote Komeet van 1811 (officiële aanduiding C/1811 F1), is een komeet die 260 dagen met het blote oog zichtbaar was tussen 25 maart en 12 september 1811. Voor het verschijnen van de Komeet Hale-Bopp in 1997, die 18 maanden lang zichtbaar bleef, was dit de langst bekende waarneembare komeet uit de menselijke geschiedenis.
De komeet werd door Honoré Flaugergues ontdekt in Viviers en bevond zich toen op 2,7 AE van de zon.
In Europa stond hij bekend als Napoleons Komeet, in Noord-Amerika als Tecumsehs Komeet